# Emma Ihrer
Emma Ihrer (ur. 3 stycznia 1857 w Glatz, zm. 8 stycznia 1911 w Berlinie) – niemiecka feministka i działaczka związkowa.
Urodziła się jako Emma Rother córka szewca. W młodym wieku wyszła za mąż za aptekarza Emmanuela Ihrera, starszego od niej o 22 lata. W 1881 roku przeprowadzili się do Berlina, gdzie Emma znalazła pracę jako modystka.
W listopadzie 1883 roku założyła socjalistyczne i feministyczne stowarzyszenie „Frauen-Hilfsverein für Handarbeiterinnen” (Stowarzyszenie Pomocy dla Kobiet Pracujących Ręcznie), którego celem było wspieranie członkiń materialnie i duchowo, reprezentowanie ich interesów w miejscu pracy, udzielanie pożyczek w nagłych wypadkach oraz wypłacanie świadczeń w razie niezdolności do pracy.
W lutym 1885 roku, wraz z Marie Hofmann, Pauline Staegemann i Gertrude Guillaume-Schack, założyła „Verein zur Vertretung der Interessen der Arbeiterinnen” (Stowarzyszenie na Rzecz Ochrony Interesów Pracownic), które działało głównie jako grupa wsparcia, w której lekarze i prawnicy oferowali swoje usługi bezpłatnie.
W 1887 roku mąż Emmy podjął pracę w aptece w Velten, gdzie rodzina mieszkała do 1894 roku. Za działalność polityczną żony Emmanuel Ihrer został pozbawiony licencji i zmuszony do sprzedaży apteki. Rodzina przeniosła się do Berlina.
Emma Ihrer była również sekretarzem zarządu berlińskiego oddziału Stowarzyszenia na Rzecz Ochrony Interesów Pracownic, które miało wpływ na decyzję Reichstagu o przeprowadzeniu oficjalnego badania płac w branży bieliźniarskiej i odzieżowej. W 1889 roku wzięła udział w Międzynarodowym Kongresie Socjalistów w Paryżu, gdzie wraz z Clarą Zetkin przeciwdziałała wnioskowi przeciwko zatrudnianiu kobiet. Dzięki temu osiągnięto, że kobiety zostały uznane za równouprawnione w związkach zawodowych. 
W końcu 1890 roku została wybrana jako pierwsza kobieta do Komisji Generalnej Związków Zawodowych Niemiec. Walczyła dalej o prawa kobiet i od stycznia 1891 roku wydawała tygodnik „Die Arbeiterin”, a od 1892 roku „Die Gleichheit”. Założyła również kolejne feministyczne stowarzyszenia, które identyfikowały się jako socjalistyczne i wyraźnie dystansowały się od równocześnie powstających stowarzyszeń kobiecych innych orientacji politycznych.
W komisji generalnej związków zawodowych poznała jej przewodniczącego Carla Legiena.  Po spotkaniu ściśle współpracowali w ruchu związkowym. Zostali też parą w1907 roku i żyli wspólnie aż do śmierci Emmy w 1911 roku.